# Olympische Winterspiele 2010/Teilnehmer (Albanien)
| Gelbes Symbol für Goldmedaillen mit stilisierten Olympischen Ringen | Graues Symbol für Silbermedaillen mit stilisierten Olympischen Ringen | Braundes Symbol für Bronzemedaillen mit stilisierten Olympischen Ringen |
| ------------------------------------------------------------------- | --------------------------------------------------------------------- | ----------------------------------------------------------------------- |
| —                                                                   | —                                                                     | —                                                                       |

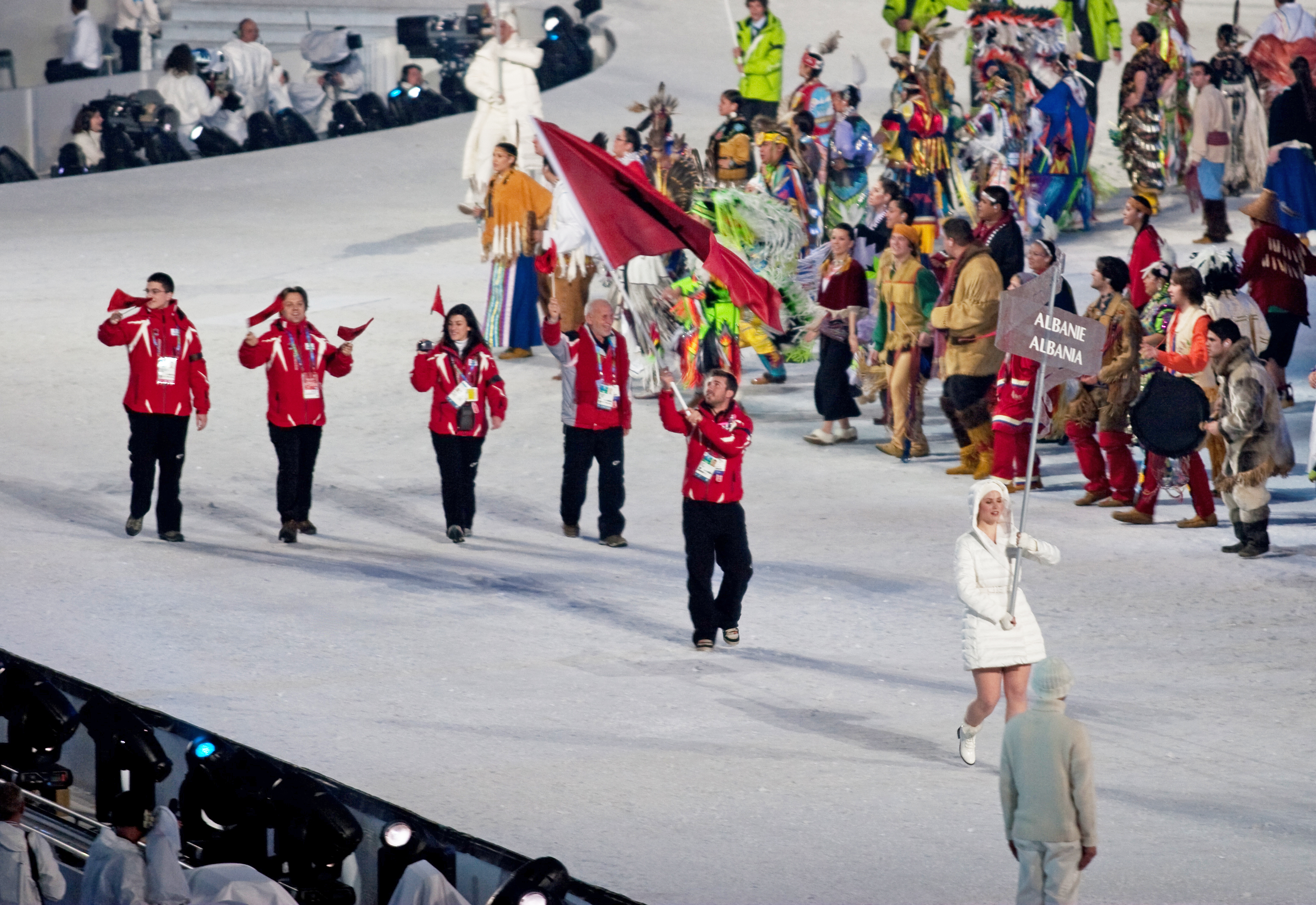
Einmarsch der albanischen Mannschaft

Albanien nahm an den Olympischen Winterspielen 2010 in Vancouver mit einem Sportler im Ski Alpin teil. Es war nach 2006 das zweite Mal, dass Albanien an Olympischen Winterspielen vertreten war.

## Teilnehmer nach Sportarten

### Ski Alpin
| Athleten   | Wettbewerb   | Zeit        | Rang |
| ---------- | ------------ | ----------- | ---- |
| Männer     |              |             |      |
| Erjon Tola | Riesenslalom | 2:59,27 min | 63   |
| Erjon Tola | Slalom       | 2:43,88 min | 48   |